# Ibrahim Afellay
Ibrahim Afellay (født 2. april 1986 i Utrecht) er en hollandsk tidligere fodboldspiller, der spillede på midtbanen. Fra 2015 til 2019 spillede han for den engelske Premier League-klub Stoke City FC. Han spillede tidligere for FC Barcelona og var i to omgange været udlejet til Schalke 04 og efterfølgende Olympiakos F.C.. Tidligere har han spillet syv sæsoner hos PSV Eindhoven i Æresdivisionen, som han var med til at sikre fire hollandske mesterskaber og én pokaltitel. Han vandt desuden prisen Best Young Player in The Netherlands (2007).

## Landshold
Afellay har spillet 53 kampe og og scoret syv mål for Hollands landshold, som han debuterede for den 28. marts 2007 i et opgør mod Slovenien. Han blev udtaget til den hollandske trup til EM i 2008 i Østrig og Schweiz samt til VM i 2010 i Sydafrika.
Han pådrog sig en alvorlig knæskade i september 2011, men vendte tilbage i slutningen af april 2012.

## Titler

### Klub

#### PSV Eindhoven
- Æresdivisionen: 4

2004–05, 2005–06, 2006–07, 2007–08
- KNVB Cup: 1

2004–05
- Johan Cruijff Schaal: 1

2008

#### FC Barcelona
- La Liga: 1

2010–11
- UEFA Champions League: 1

2010–11
- Supercopa de España: 1

2011
- UEFA Super Cup: 1

2011
- FIFA Club World Cup: 1

2011
- Copa del Rey: 1

2011–12

### Individuelt
- Best Young Player in The Netherlands: 1

2007